# يو إف سي ليلة القتال: ماغني ضد براتيس
يو إف سي ليلة القتال: ماغني ضد براتيس (بالإنجليزية: UFC Fight Night: Magny vs. Prates) هو حدث لفنون القتال المختلطة نظمته يو إف سي، وأُقيم في 9 نوفمبر 2024، على يو إف سي أبيكس في إنتربرايز، نيفادا، وهي جزء من منطقة لاس فيغاس الحضرية، الولايات المتحدة.

## الجوائز الإضافية
حصل المقاتلون التاليون على مكافآت بقيمة 50 ألف دولار.
- قتال الليلة: لم تُمنح.
- أداء الليلة: كارلوس براتيس، منصور عبد الملك، تشارلز رادتكي، ودامون بلاكشير